# Tozé (football, 1993)
Pour les articles homonymes, voir Tozé.
 António José Pinheiro Carvalho, plus communément appelé Tozé, est un footballeur portugais né le 14 janvier 1993 à Forjães, dans la municipalité d'Esposende. Il évolue au poste de milieu de terrain à Al-Riyadh FC.

## Biographie

### En club
Issu du centre de formation du FC Porto, il remporte un titre de Champion du Portugal en 2013 avec cette équipe (un seul match joué).
Lors de la saison 2014-2015, il participe à la phase de groupe de la Ligue Europa, avec le club de l'Estoril Praia. A cette occasion, il inscrit un but lors de la réception du PSV Eindhoven le 28 novembre 2014.
Il depuis 2015 au Vitória Guimarães,.

### En équipe nationale
Avec les moins de 19 ans, il participe au championnat d'Europe des moins de 19 ans en 2012. Lors de cette compétition, il joue deux matchs, contre l'Espagne et la Grèce.
Avec les moins de 20 ans, il dispute la Coupe du monde des moins de 20 ans en 2013. Lors du mondial junior organisé en Turquie, il joue deux matchs. Il marque un but et délivre une passe décisive contre l'équipe de Cuba lors du premier tour. Le Portugal s'incline en huitièmes de finales face au Ghana.
Par la suite, avec les espoirs, il participe à l'Euro espoirs 2015 qui se déroule en Tchéquie. Lors de ce tournoi, il joue deux rencontres, face à l'Italie au premier tour, puis la finale perdue aux tirs au but face à la Suède.

## Palmarès
Avec l'équipe du Portugal espoirs
- Finaliste du championnat d'Europe espoirs en 2015

Avec le FC Porto :
- Champion du Portugal en 2013